# Potrero del Llano, Álamo Temapache
Potrero del Llano är en ort i Mexiko.   Den ligger i kommunen Álamo Temapache och delstaten Veracruz, i den sydöstra delen av landet, 230 km nordost om huvudstaden Mexico City. Potrero del Llano ligger 85 meter över havet och antalet invånare är 4 513.
Terrängen runt Potrero del Llano är platt åt sydväst, men åt nordost är den kuperad. Runt Potrero del Llano är det ganska tätbefolkat, med 65 invånare per kvadratkilometer. Närmaste större samhälle är Temapache, 9,0 km öster om Potrero del Llano. Trakten runt Potrero del Llano består till största delen av jordbruksmark.